# Astragalus hermannii
Astragalus hermannii är en ärtväxtart som beskrevs av Helmut E. Freitag och Dieter Podlech. Astragalus hermannii ingår i släktet vedlar, och familjen ärtväxter. Inga underarter finns listade i Catalogue of Life.